# George Therald Moeller
George Therald Moeller, conegut com a Therald Moeller (3 abril 1913, North Bend, Oregon, EUA - 24 novembre 1997, Broken Arrow, Oklahoma, EUA) fou un destacat químic inorgànic estatunidenc, reconegut com autoritat en la química dels lantanoides i per la influència del seu llibre Inorganic Chemistry, An Advanced Text.

## Vida
El 1934 es graduà al Oregon State College (ara Universitat d'Oregon) especialitzant-se en enginyeria química. El 1938 es doctorà en química inorgànica i química física a la Universitat de Wisconsin. Entre 1938 i 1940 fou professor al Michigan State College (ara Universitat de Michigan) i el 1940 es traslladà a la Universitat d'Illinois. El 1969 anà a la Universitat d'Arizona com a catedràtic de Química fins al 1975. Es retirà com a professor emèrit el 1983.

## Obra

Diagrama de Moeller

Moeller es doctorà amb la tesi A Study of the Preparation and Certain Properties of Hydrous Lanthanum Oxide Sols, sota la direcció de Francis C. Klauskopf. Inicià, així l'estudi dels lantanoides, arribant a ser una autoritat mundial. Entre els llibres que escriví destaca The Chemistry of the Lanthanides (1963) i Inorganic Chemistry, An Advanced Text (1952) que fou el més important de la química inorgànica durant dècades, del qual es feren traduccions en moltes llengües. Tan aviat com el llibre de Moeller es publicà, les universitats començaren a ensenyar química inorgànica avançada, i això tingué una enorme influència en el desenvolupament d'aquesta branca de la química arreu del món. En aquest llibre presentà un diagrama, diagrama de Moeller, per permet escriure fàcilment la configuració electrònica d'un àtom, i que s'ha fet molt popular.
D'altra banda, Moeller fou cofundador amb John C. Bailar, Jr. de la Universitat d'Illinois, de la Divisió de Química Inorgànica de la Societat Química Americana el 1959, i exercí com a President i com a membre del Consell d'Administració de la publicació Inorganic Syntheses, Inc.